# Bahnstrecke Prenzlau–Löcknitz
| Bahnhof Brüssow |                                         |                                    |                                    |
| Streckennummer (DB): | 6769                                    |                                    |                                    |
| Kursbuchstrecke: | 292 (1995); 924 (DR, 1991); 113a (1934) |                                    |                                    |
| Streckenlänge: | 42,0 km                                 |                                    |                                    |
| Spurweite: | 1435 mm (Normalspur)                    |                                    |                                    |
| |                                         |                                    |                                    |
| \| \| \| von Angermünde \| \| \| \| 0,00 \| Prenzlau \| 30 m ü. NHN \| \| \| \| Abzw. Prenzlau Nord nach Stralsund \| \| \| \| \| Anschluss Prenzlau Milchhof \| \| \| \| 1,65 \| Prenzlau Ost \| Prenzlau Ost \| \| \| \| nach Klockow \| \| \| \| 4,76 \| Bündigershof \| 39 m ü. NHN \| \| \| 6,68 \| Grünow \| 58 m ü. NHN \| \| \| 9,38 \| Drense \| 72 m ü. NHN \| \| \| \| Ende der Museumsbahn \| \| \| \| 13,06 \| Damme (Uckerm) \| 62 m ü. NHN \| \| \| \| nach Schönermark \| \| \| \| 14,60 \| Eickstedt \| 52 m ü. NHN \| \| \| \| Ende der Museumsbahn \| \| \| \| 16,80 \| Ludwigshöhe Kalkwerke \| Ludwigshöhe Kalkwerke \| \| \| 17,98 \| Schmölln (Uckerm) \| 63 m ü. NHN \| \| \| 18,94 \| Krügershof \| Krügershof \| \| \| 19,98 \| Schwaneberg \| 63 m ü. NHN \| \| \| 21,86 \| Wallmow \| 58 m ü. NHN \| \| \| 23,56 \| Klausthal \| 55 m ü. NHN \| \| \| 25,88 \| Grünberg (Uckerm) \| 35 m ü. NHN \| \| \| 28,51 \| Frauenhagen \| 35 m ü. NHN \| \| \| 31,33 \| Brüssow \| 54 m ü. NHN \| \| \| 32,61 \| Butterholz \| 48 m ü. NHN \| \| \| 33,83 \| Grimme \| 40 m ü. NHN \| \| \| 36,75 \| Bergholz \| 30 m ü. NHN \| \| \| \| von Pasewalk \| \| \| \| 42,00 \| Löcknitz \| 12 m ü. NHN \| \| \| \| von Szczecin \| \| |                                         |                                    |                                    |
| Strecke |                                         | von Angermünde                     | von Angermünde                     |
| Bahnhof | 0,00                                    | Prenzlau                           | 30 m ü. NHN                        |
| Abzweig ehemals geradeaus und nach links |                                         | Abzw. Prenzlau Nord nach Stralsund | Abzw. Prenzlau Nord nach Stralsund |
| Abzweig geradeaus und nach links (Strecke außer Betrieb) |                                         | Anschluss Prenzlau Milchhof        | Anschluss Prenzlau Milchhof        |
| Dienststation / Betriebs- oder Güterbahnhof (Strecke außer Betrieb) | 1,65                                    | Prenzlau Ost                       | Prenzlau Ost                       |
| Abzweig geradeaus und nach links (Strecke außer Betrieb) |                                         | nach Klockow                       | nach Klockow                       |
| Haltepunkt / Haltestelle (Strecke außer Betrieb) | 4,76                                    | Bündigershof                       | 39 m ü. NHN                        |
| Haltepunkt / Haltestelle (Strecke außer Betrieb) | 6,68                                    | Grünow                             | 58 m ü. NHN                        |
| Haltepunkt / Haltestelle (Strecke außer Betrieb) | 9,38                                    | Drense                             | 72 m ü. NHN                        |
| |                                         | Ende der Museumsbahn               |                                    |
| Bahnhof | 13,06                                   | Damme (Uckerm)                     | 62 m ü. NHN                        |
| Abzweig geradeaus und nach rechts |                                         | nach Schönermark                   | nach Schönermark                   |
| ehemaliger Haltepunkt / Haltestelle | 14,60                                   | Eickstedt                          | 52 m ü. NHN                        |
| |                                         | Ende der Museumsbahn               |                                    |
| Haltepunkt / Haltestelle (Strecke außer Betrieb) | 16,80                                   | Ludwigshöhe Kalkwerke              | Ludwigshöhe Kalkwerke              |
| Haltepunkt / Haltestelle (Strecke außer Betrieb) | 17,98                                   | Schmölln (Uckerm)                  | 63 m ü. NHN                        |
| Haltepunkt / Haltestelle (Strecke außer Betrieb) | 18,94                                   | Krügershof                         | Krügershof                         |
| Haltepunkt / Haltestelle (Strecke außer Betrieb) | 19,98                                   | Schwaneberg                        | 63 m ü. NHN                        |
| Haltepunkt / Haltestelle (Strecke außer Betrieb) | 21,86                                   | Wallmow                            | 58 m ü. NHN                        |
| Haltepunkt / Haltestelle (Strecke außer Betrieb) | 23,56                                   | Klausthal                          | 55 m ü. NHN                        |
| Haltepunkt / Haltestelle (Strecke außer Betrieb) | 25,88                                   | Grünberg (Uckerm)                  | 35 m ü. NHN                        |
| Haltepunkt / Haltestelle (Strecke außer Betrieb) | 28,51                                   | Frauenhagen                        | 35 m ü. NHN                        |
| Bahnhof (Strecke außer Betrieb) | 31,33                                   | Brüssow                            | 54 m ü. NHN                        |
| Haltepunkt / Haltestelle (Strecke außer Betrieb) | 32,61                                   | Butterholz                         | 48 m ü. NHN                        |
| Haltepunkt / Haltestelle (Strecke außer Betrieb) | 33,83                                   | Grimme                             | 40 m ü. NHN                        |
| Haltepunkt / Haltestelle (Strecke außer Betrieb) | 36,75                                   | Bergholz                           | 30 m ü. NHN                        |
| Abzweig ehemals geradeaus und von links |                                         | von Pasewalk                       | von Pasewalk                       |
| Bahnhof | 42,00                                   | Löcknitz                           | 12 m ü. NHN                        |
| Strecke |                                         | von Szczecin                       | von Szczecin                       |

Die Bahnstrecke Prenzlau–Löcknitz war eine Bahnstrecke in der Uckermark im nordöstlichen Brandenburg, ein kurzes Teilstück verlief im heutigen Bundesland Mecklenburg-Vorpommern. Die in zwei Abschnitten 1898 und 1902 eröffnete Strecke wurde zunächst als Kleinbahn durch die Prenzlauer Kreisbahnen betrieben und hatte stets nur lokale Bedeutung. 1991 bzw. 1995 wurde der Betrieb auf der Strecke eingestellt.

## Geschichte

### Die Strecke als Teil der Prenzlauer Kreisbahnen
Ende des 19. Jahrhunderts gab es vielfältige Pläne für eine Erschließung der nordöstlichen Uckermark mit Eisenbahnstrecken. Am 28. Juli 1892 wurde das Preußische Kleinbahngesetz erlassen, zwei Tage später wurde in Stettin die Firma Lenz & Co gegründet, die in der Folge Betreiber einer Reihe von Eisenbahnstrecken werden sollte. Im Dezember 1892 schlug die Gesellschaft den Bau einer Schmalspurbahn vom Bahnhof Löcknitz über Brüssow und Gramzow zum Bahnhof Schönermark an der Bahnstrecke Berlin–Stettin vor. Alternativ erwog die Firma eine Bahnstrecke von Löcknitz nach Greiffenberg zwischen Angermünde und Prenzlau. Daneben wurde eine Reihe anderer Varianten erwogen. 
Verwirklicht wurde zunächst eine kurze Stichstrecke von Löcknitz nach Brüssow, die am 29. November 1898 für den Personenverkehr und am 17. Dezember 1898 in Betrieb ging. Finanziert wurde sie von der Uckermärkischen Localbahn Aktiengesellschaft (ULAG) mit Sitz in Stettin, betrieben wurde sie von Lenz & Co. Zunächst verkehrten drei gemischte Zugpaare für den Personen- und den Güterverkehr.
Mittlerweile war der Kreis Prenzlau sehr an einer Erweiterung des Eisenbahnnetzes in der Region interessiert. Er erwarb die Anteile an der Eisenbahn von der ULAG, die sich daraufhin auflöste. Unter der Regie der Prenzlauer Kreisbahnen verkehrten ab 15. Oktober 1902 zunächst nichtöffentliche Güterzüge zwischen Prenzlau und Brüssow, die feierliche Eröffnung der Prenzlauer Kreisbahnen fand am 1. Dezember des gleichen Jahres statt. In den ersten Betriebsjahren verkehrten täglich vier Zugpaare zwischen Prenzlau und Löcknitz.
Als Folge des Ersten Weltkriegs und der anschließenden Inflation kam es zu sinkenden Erlösen. Dennoch bauten die Prenzlauer Kreisbahnen ihre Strecken aus, unter anderem wurden die Bahnhöfe in Brüssow und Damme modernisiert. Im Jahr 1934 begann der Einsatz von Triebwagen auf der Strecke.

### Entwicklung nach 1945

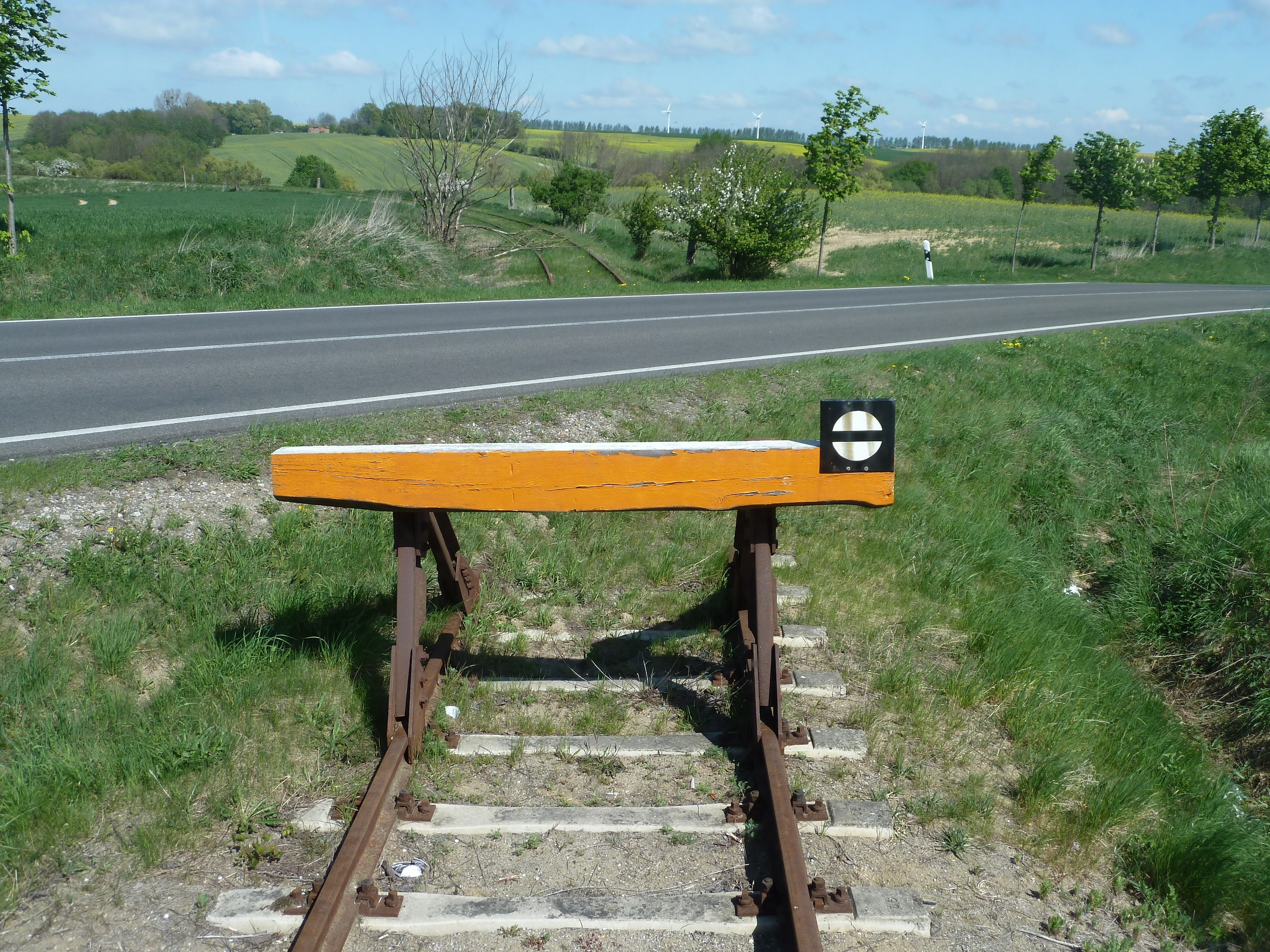
Unterbrochenes Gleis und Endpunkt der Museumsstrecke bei Eickstedt

Nach Ende des Zweiten Weltkriegs wurde die Strecke wie alle anderen im Netz der Prenzlauer Kreisbahnen als Reparationsleistung an die Sowjetunion abgebaut, ausgenommen blieb nur der Abschnitt von Brüssow nach Löcknitz. Nachdem örtliche Behörden sich sehr für den Wiederaufbau der Kreisbahnstrecken einsetzten, konnte zum 1. November 1946 der Betrieb zwischen Prenzlau und Löcknitz wieder aufgenommen werden. Seitdem wurde die Strecke von der Deutschen Reichsbahn betrieben.
Anfang der 1950er Jahre wurde der Prenzlauer Kreisbahnhof westlich des Staatsbahnhofs geschlossen und die Züge direkt in den Bahnhof Prenzlau geführt. 

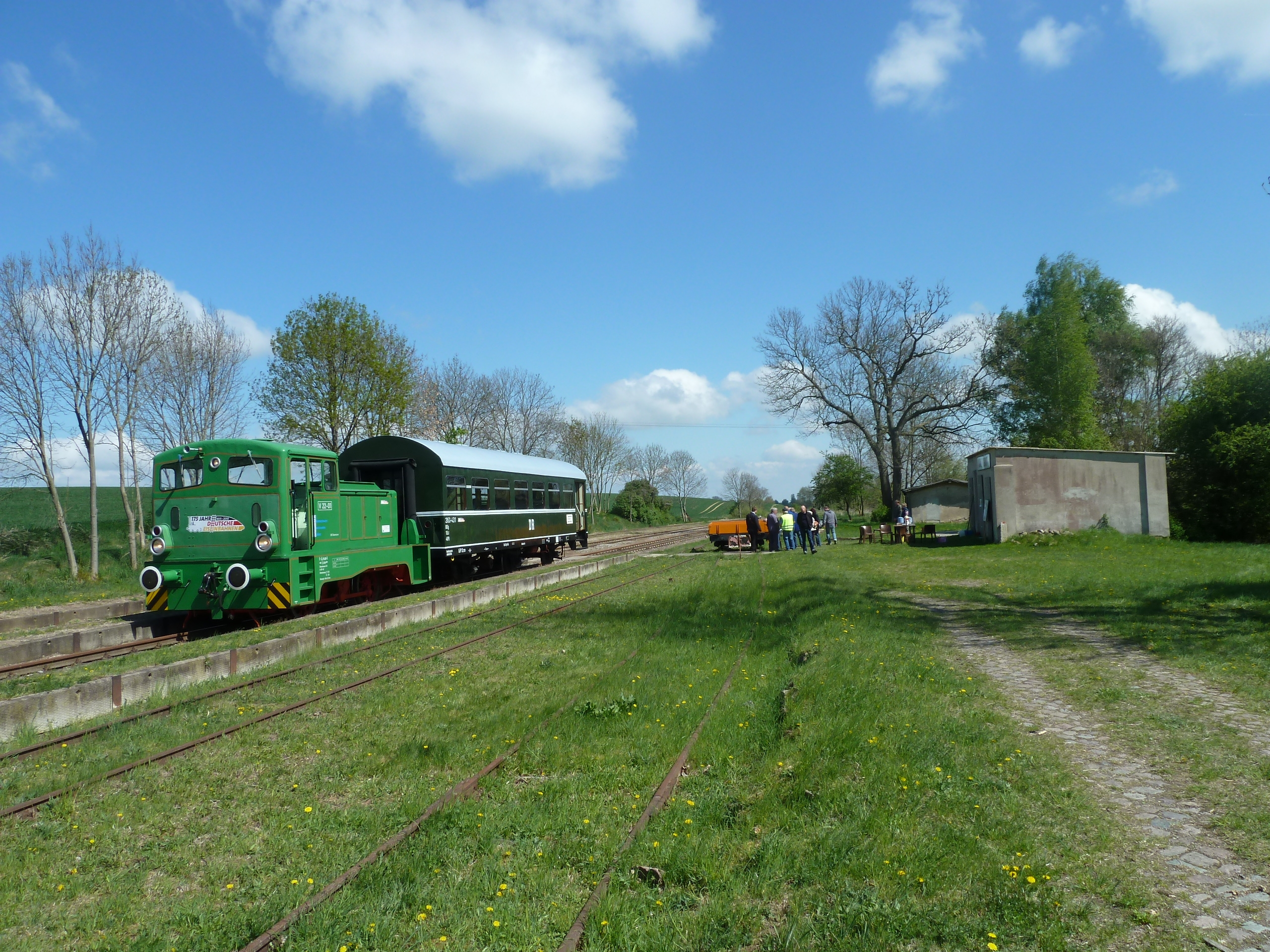
Museumsbetrieb im Bahnhof Damme

In den 1960er Jahren verkehrte zwischen Prenzlau und Löcknitz ein Nahgüterzugpaar am Tag, zwischen Damme und Brüssow als Güterzug mit Personenbeförderung. Im Personenverkehr wurde die Strecke fast alle Jahre ihres Bestehens von drei bis vier Zugpaaren am Tag bedient; teilweise war das Angebot zwischen Prenzlau und Damme aufgrund von Zügen in Richtung Gramzow etwas höher.
Nach einer Studie aus dem Jahr 1973 galten die Strecken der Prenzlauer Kreisbahn als unwirtschaftlich. Ein Perspektivplan sah deren schrittweise Einstellung vor, zwischen Prenzlau und Löcknitz sollte dies in der zweiten Hälfte der 1980er Jahre geschehen. Andererseits wurde Ende der 1970er Jahre der Streckenausbau aufgrund von militärischen Zielen erwogen.
Nach der politischen Wende in der DDR nahm die Bedeutung der Strecke rasch ab. Am 18. Januar 1991 wurde der Verkehr zwischen Damme und Löcknitz eingestellt und Schienenersatzverkehr eingerichtet. Die Strecke wurde benutzt, um überflüssig gewordene Güterwagen abzustellen. Im April 1992 wurde der Abschnitt zwischen Kilometer 29,4 und 31,4 wegen Oberbaumängeln für unbefahrbar erklärt. Am 28. Mai 1995 wurde der Zugverkehr zwischen Prenzlau und Gramzow eingestellt, der bis Damme die Strecke nach Löcknitz genutzt hatte. Die Gütertarifpunkte in Gramzow und Eickstedt waren bereits zum 1. Januar 1994 geschlossen worden, am 18. Juli 1996 genehmigte das Eisenbahn-Bundesamt die Stilllegung der Strecke.
Das Brandenburgische Museum für Klein- und Privatbahnen betreibt neben der Strecke von Damme nach Gramzow noch den Bahnhof Damme und den Abschnitt zwischen Damme und Eickstedt der Strecke nach Löcknitz im Museumsbetrieb.